# سرگئی اشمیک
سرگئی اشمیک (انگلیسی: Sergej Schmik؛ زادهٔ ۲۷ نوامبر ۱۹۸۹) بازیکن فوتبال اهل آلمان است.
از باشگاه‌هایی که در آن بازی کرده‌است می‌توان به باشگاه فوتبال پادربورن اشاره کرد.